# 新冠町

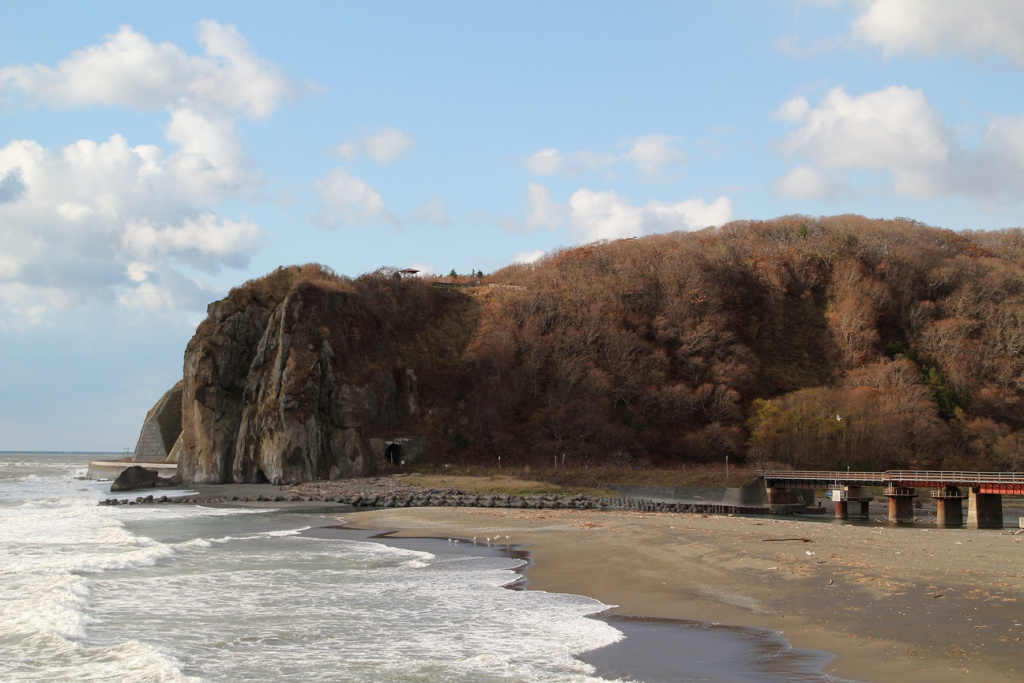
新冠川河口

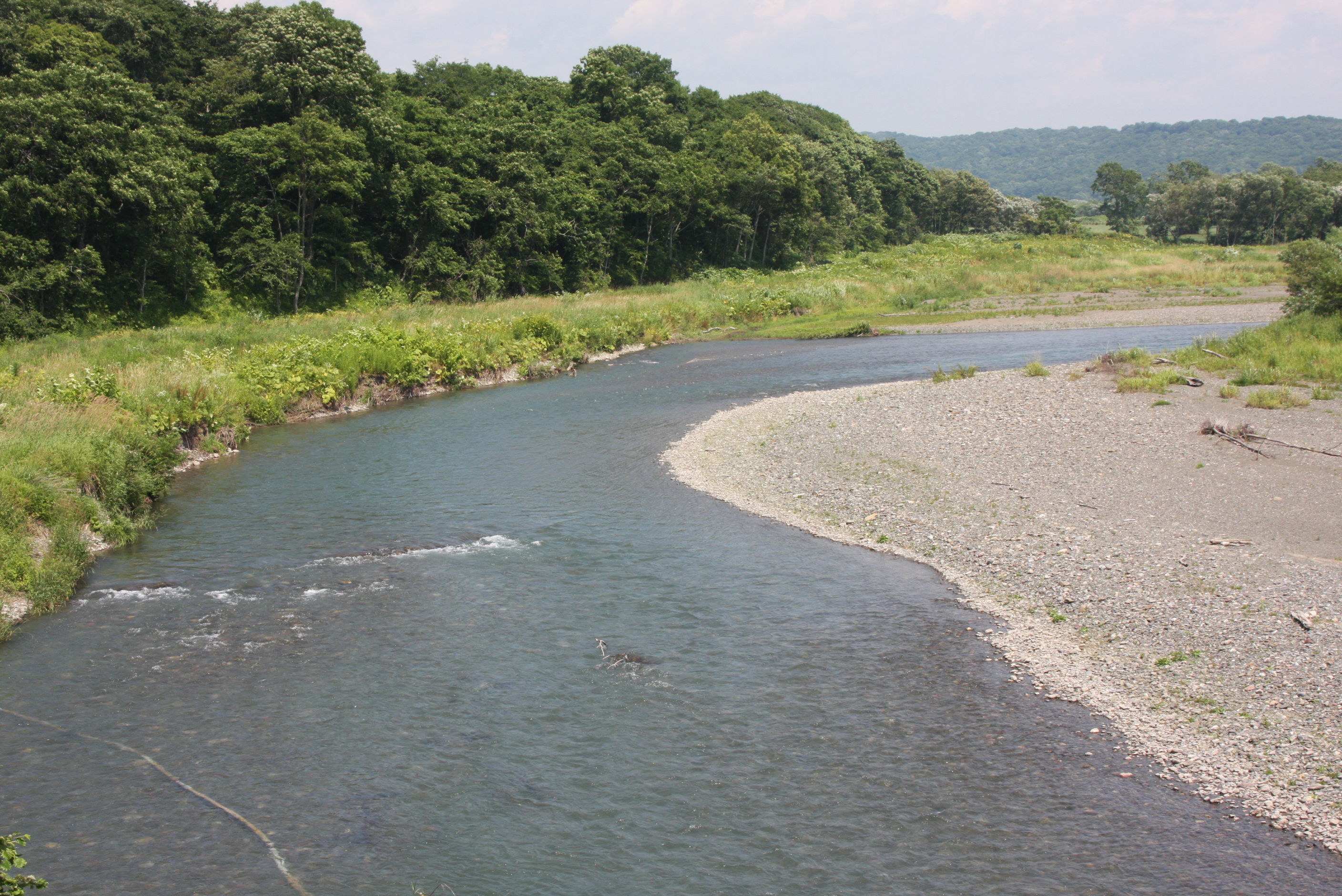
新冠川

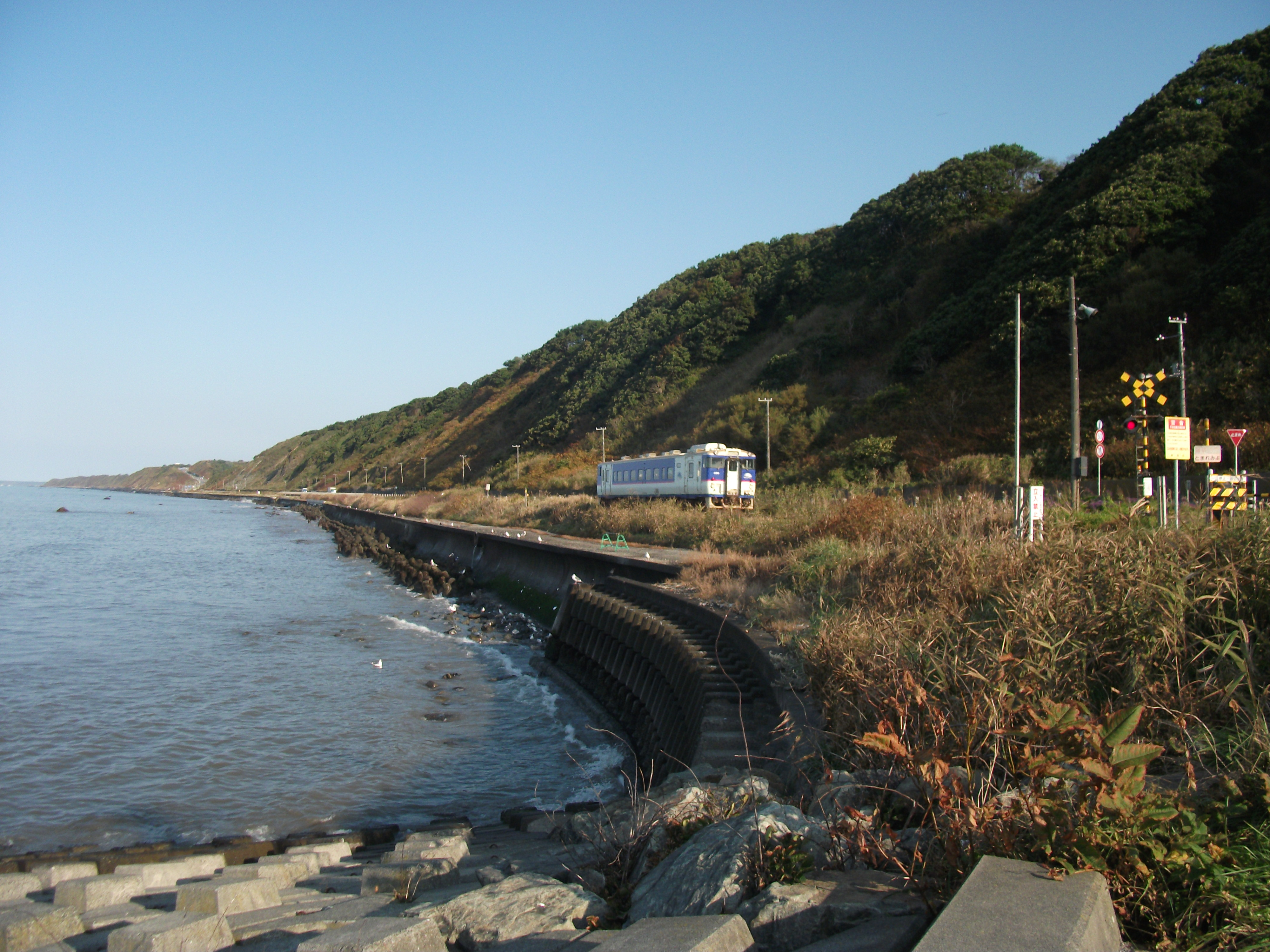
かつて運行されていた大狩部・節婦間の日高本線

新冠町（にいかっぷちょう）は、北海道の日高振興局中部にある町。日本有数の軽種馬産地として栄えている。近年はレコードと音楽による街づくりを進めている。町内にある「新冠レ・コード館」には、60万枚を超えるレコードが所蔵されている。

## 町名の由来
「新冠」の名称が文献上初めて登場するのは1700年（元禄13年）の『松前島郷帳』にある「にかぶ」の記載であり、1739年（元文4年）頃発行の「蝦夷商賣文書」には「ニイカップ」と記載されている。また、「新冠」の当て字が定着する以前には「新勝府」の当て字が使われたこともある。
この名称はアイヌ語の「ニカㇷ゚（ni-kap）」（木・皮〔革〕）が原義とされるが、その名称となった理由については諸説あり、永田方正は、この地のアイヌがニレの木の樹皮から作った衣服を着用しており、他地域のアイヌの衣服と色が異なっていたことに由来する、と説明している。
また、もとはアイヌ語で現在の新冠川河口付近の大岩（現在は判官館岬と呼称）が突き出している地形から「ピポㇰ（pi-pok）」（岩・下）と呼ばれていたところ、それが方言で密売を表す「ビイフク」という語と似ているため良くない名称であるとして、音が近い「ニカㇷ゚（ni-kap）」に改めたとする説もある。この時期については松浦武四郎の『東蝦夷日誌』の記述に依れば、1809年（文化6年）に川尻の会所の名称を「呼び声のよろしからざるに依て」、「ビボク」から「ニイカツプ」と改めたとされているが、前述の「にかぶ」の記載の初出よりは後のことである。

## 地理
日高振興局沿岸中部に位置する。北部の日高山脈に由来する山岳地帯は日高山脈襟裳十勝国立公園に指定されている。
南部は太平洋に面する。気候は北海道内では温暖で、積雪も少ない。
- 山 (標高m)：幌尻岳 (2053)、戸蔦別岳 (1959)、神威岳 (1756)、イドンナップ岳 (1752)、新冠富士 (1667)、エサオマントッタベツ岳 (1902)、レサッピ (921m)、オロエナイ (977)
- 湖沼：新冠湖、幌尻湖
- 河川：新冠川、厚別川
- ダム：奥新冠ダム、新冠ダム、下新冠ダム、岩清水ダム

| 新和（1991年 - 2020年）の気候      | 新和（1991年 - 2020年）の気候 | 新和（1991年 - 2020年）の気候 | 新和（1991年 - 2020年）の気候 | 新和（1991年 - 2020年）の気候 | 新和（1991年 - 2020年）の気候 | 新和（1991年 - 2020年）の気候 | 新和（1991年 - 2020年）の気候 | 新和（1991年 - 2020年）の気候 | 新和（1991年 - 2020年）の気候 | 新和（1991年 - 2020年）の気候 | 新和（1991年 - 2020年）の気候 | 新和（1991年 - 2020年）の気候 | 新和（1991年 - 2020年）の気候 |
| 月                                 | 1月                           | 2月                           | 3月                           | 4月                           | 5月                           | 6月                           | 7月                           | 8月                           | 9月                           | 10月                          | 11月                          | 12月                          | 年                            |
| ---------------------------------- | ----------------------------- | ----------------------------- | ----------------------------- | ----------------------------- | ----------------------------- | ----------------------------- | ----------------------------- | ----------------------------- | ----------------------------- | ----------------------------- | ----------------------------- | ----------------------------- | ----------------------------- |
| 最高気温記録 °C （°F）             | 9.4 (48.9)                    | 13.2 (55.8)                   | 17.9 (64.2)                   | 25.4 (77.7)                   | 31.3 (88.3)                   | 33.2 (91.8)                   | 35.0 (95)                     | 36.0 (96.8)                   | 33.0 (91.4)                   | 25.9 (78.6)                   | 20.9 (69.6)                   | 15.5 (59.9)                   | 36.0 (96.8)                   |
| 平均最高気温 °C （°F）             | −0.1 (31.8)                   | 0.7 (33.3)                    | 4.8 (40.6)                    | 11.7 (53.1)                   | 17.9 (64.2)                   | 21.4 (70.5)                   | 24.8 (76.6)                   | 26.0 (78.8)                   | 22.8 (73)                     | 16.4 (61.5)                   | 8.9 (48)                      | 1.9 (35.4)                    | 13.1 (55.6)                   |
| 日平均気温 °C （°F）               | −7.1 (19.2)                   | −6.1 (21)                     | −0.9 (30.4)                   | 5.1 (41.2)                    | 11.3 (52.3)                   | 15.6 (60.1)                   | 19.7 (67.5)                   | 20.7 (69.3)                   | 16.5 (61.7)                   | 9.3 (48.7)                    | 2.6 (36.7)                    | −4.2 (24.4)                   | 6.9 (44.4)                    |
| 平均最低気温 °C （°F）             | −14.5 (5.9)                   | −14.0 (6.8)                   | −7.3 (18.9)                   | −1.7 (28.9)                   | 4.5 (40.1)                    | 10.3 (50.5)                   | 15.7 (60.3)                   | 16.4 (61.5)                   | 11.0 (51.8)                   | 2.9 (37.2)                    | −3.2 (26.2)                   | −10.3 (13.5)                  | 0.8 (33.4)                    |
| 最低気温記録 °C （°F）             | −28.6 (−19.5)                 | −29.2 (−20.6)                 | −23.3 (−9.9)                  | −13.3 (8.1)                   | −4.8 (23.4)                   | −0.5 (31.1)                   | 4.9 (40.8)                    | 6.1 (43)                      | −0.7 (30.7)                   | −6.8 (19.8)                   | −15.7 (3.7)                   | −26.7 (−16.1)                 | −29.2 (−20.6)                 |
| 降水量 mm （inch）                 | 42.2 (1.661)                  | 40.0 (1.575)                  | 69.3 (2.728)                  | 98.5 (3.878)                  | 127.7 (5.028)                 | 99.4 (3.913)                  | 150.6 (5.929)                 | 206.3 (8.122)                 | 161.2 (6.346)                 | 125.0 (4.921)                 | 106.6 (4.197)                 | 74.0 (2.913)                  | 1,300.6 (51.205)              |
| 平均降水日数 （≥1.0 mm）           | 9.0                           | 9.1                           | 11.1                          | 12.3                          | 11.8                          | 9.9                           | 11.4                          | 12.0                          | 11.5                          | 13.0                          | 13.5                          | 11.5                          | 136.2                         |
| 平均月間日照時間                   | 118.2                         | 116.4                         | 140.7                         | 162.3                         | 182.8                         | 150.5                         | 117.2                         | 133.3                         | 152.9                         | 144.0                         | 106.6                         | 107.1                         | 1,631.8                       |
| 出典1：Japan Meteorological Agency |                               |                               |                               |                               |                               |                               |                               |                               |                               |                               |                               |                               |                               |
| 出典2：気象庁                      |                               |                               |                               |                               |                               |                               |                               |                               |                               |                               |                               |                               |                               |

### 隣接している自治体
- 日高振興局
  - 沙流郡：日高町、平取町
  - 日高郡：新ひだか町
- 十勝総合振興局
  - 帯広市
  - 河西郡：中札内村

### 人口
| |                                        |  |
| 新冠町と全国の年齢別人口分布（2005年） | 新冠町の年齢・男女別人口分布（2005年） |  |
| ■紫色 ― 新冠町 ■緑色 ― 日本全国 | ■青色 ― 男性 ■赤色 ― 女性              |  |
| 新冠町（に相当する地域）の人口の推移 \| 1970年（昭和45年） \| 9,455人 \| \| \| 1975年（昭和50年） \| 8,214人 \| \| \| 1980年（昭和55年） \| 7,634人 \| \| \| 1985年（昭和60年） \| 7,277人 \| \| \| 1990年（平成2年） \| 6,947人 \| \| \| 1995年（平成7年） \| 6,478人 \| \| \| 2000年（平成12年） \| 6,204人 \| \| \| 2005年（平成17年） \| 6,034人 \| \| \| 2010年（平成22年） \| 5,777人 \| \| \| 2015年（平成27年） \| 5,592人 \| \| \| 2020年（令和2年） \| 5,309人 \| \| |                                        |  |
| 総務省統計局 国勢調査より |                                        |  |
| 1970年（昭和45年） | 9,455人                                |  |
| 1975年（昭和50年） | 8,214人                                |  |
| 1980年（昭和55年） | 7,634人                                |  |
| 1985年（昭和60年） | 7,277人                                |  |
| 1990年（平成2年） | 6,947人                                |  |
| 1995年（平成7年） | 6,478人                                |  |
| 2000年（平成12年） | 6,204人                                |  |
| 2005年（平成17年） | 6,034人                                |  |
| 2010年（平成22年） | 5,777人                                |  |
| 2015年（平成27年） | 5,592人                                |  |
| 2020年（令和2年） | 5,309人                                |  |

## 沿革
- 1881年（明治14年） 新冠郡高江村外10ケ村戸長役場が設置される
- 1923年（大正12年） 新冠郡高江村、大狩部村（おおかりべ）、葉朽村（はくち）、受乞村（うけこい）、元神部村（もとかんべ）、比宇村（ひう）、泊津村（はくつ）、去童村（さるわらんべ）、姉去村（あねさる）、万揃村（まんそろえ）、滑若村（なめわか）を合併、新冠郡高江村。即日改称、二級町村制、新冠郡新冠村
- 1954年（昭和29年） 町内の大字を行政字とした上で、以下のように再編
  - 高江村 → 高江、新冠、節婦、朝日、西泊津
  - 大狩部村 → 大狩部
  - 葉朽村 → 共栄、大狩部
  - 受乞村 → 共栄、東川
  - 元神部村 → 東川
  - 比宇村 → 美宇、里平、新和、太陽
  - 泊津村 → 西泊津、東泊津、朝日、大富
  - 去童村 → 緑丘、古岸、朝日、高江
  - 姉去村 → 東泊津、朝日、大富
  - 万揃村 → 万世、明和、大富
  - 滑若村 → 泉、若園、新栄、岩清水、古岸
- 1961年（昭和36年） 町制施行、新冠町
- 1981年（昭和56年） 新冠町開町100年
- 1997年（平成9年）4月11日　道の駅サラブレッドロード新冠オープン
- 2001年（平成13年） 開町120年
- 2003年（平成15年）8月9日 台風10号の被害を受ける

静内町、三石町と合併を協議、当初は市に昇格予定で、新市名称は「ひだか市」に決定していた。 その後新冠町が合併の時期の延期を申し入れし、協議の結果、合併協議は休止される事になった。その後、静内町と三石町は、新たに法定合併協議会を設置し、協議を行った結果、2006年3月31日に新ひだか町として新設合併した。

## 経済
基幹産業は稲作・畑作・酪農・畜産など。
日高軽種馬共同育成公社が置かれ、馬の育成も盛ん。アイドルホースとして知られたハイセイコー、中央競馬クラシック三冠を成し遂げたナリタブライアン・コントレイルなどの競走馬を輩出している。

### 金融機関
- 苫小牧信用金庫 新冠支店
- 北海道信用農業協同組合連合会にいかっぷ代理店

### 農協・漁協
- 新冠町農業協同組合（JAにいかっぷ）...信用事業なし
- ひだか漁業協同組合新冠支所
- 北海道農業共済組合（NOSAI北海道）日高中部家畜診療所

### 郵便局
- 新冠郵便局
- 節婦郵便局
- 新和郵便局

※集配業務は静内郵便局が担当

### 宅配便
- ヤマト運輸：千歳主管支店静内センター（新ひだか町）
- 佐川急便：静内営業所（新ひだか町）

## 公共機関

### 警察
- 静内警察署新冠駐在所

## 教育
- 中学校
  - 新冠中学校
- 小学校
  - 新冠・朝日（太陽・大狩部・節婦・若園・明和・美宇・東川は、2008年4月に閉校）

## 交通

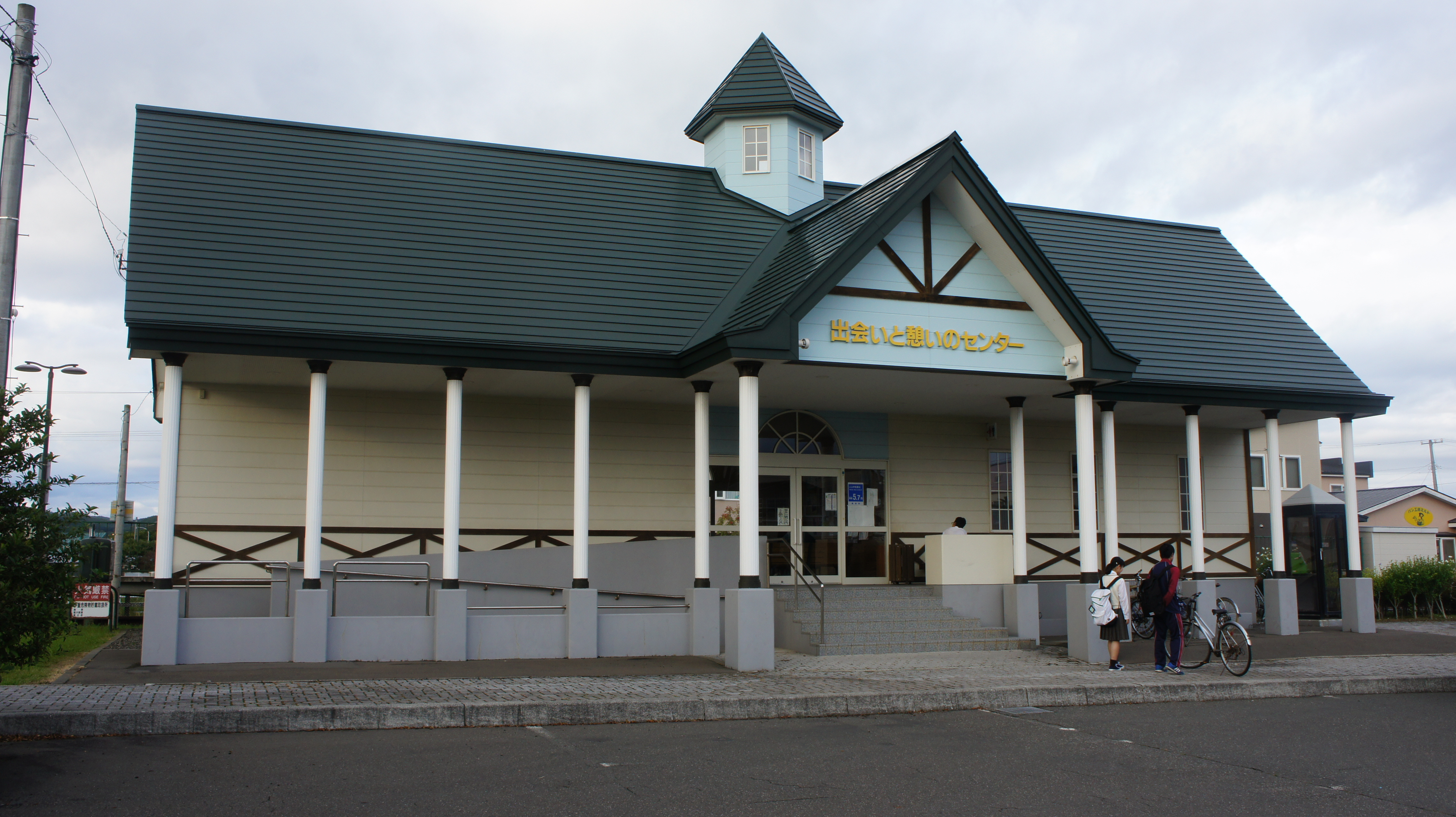
新冠駅

### 鉄道
- 町内に鉄道路線は通っていない。
  - 2021年（令和3年）3月31日までは、北海道旅客鉄道（JR北海道）の日高本線（大狩部駅 - 節婦駅 - 新冠駅）が営業していた[4][5]。

### バス
2021年（令和3年）4月1日のJR日高本線鵡川駅以南廃止に伴い、運行系統調整等が行われた。
- 道南バス
  - 静内方面
  - 富川・鵡川・苫小牧市方面
  - 富川・平取町方面
  - 札幌市方面「高速ペガサス号」
- ジェイ・アール北海道バス - 日勝線を参照。
  - 苫小牧市方面「特急とまも号」
- 新冠町・日高町共同運行バス:西新冠地区予約運行便[7]

### タクシー
- 新冠ハイヤー

### 道路
- 高速道路
  - 日高自動車道(厚賀静内道路) : 新冠IC　※町内区間は2024年6月時点では未開通
- 一般国道
  - 国道235号
- 都道府県道
  - 北海道道71号平取静内線
  - 北海道道208号比宇厚賀停車場線
  - 北海道道209号滑若新冠停車場線（サラブレッド銀座）
  - 北海道道1026号新冠平取線
- 道の駅
  - 道の駅サラブレッドロード新冠

## 名所・旧跡・観光スポット・祭事・催事

### 文化財

#### 重要無形民俗文化財
- アイヌ古式舞踊 - 新冠民族文化保存会

#### その他
- 新冠泥火山 - 北海道指定天然記念物

### 文化・スポーツ施設
- 新冠郷土資料館
- 新冠町図書プラザ
- 新冠町民スポーツセンター、町民プール、町民グランド

### 名所・観光スポット・公園

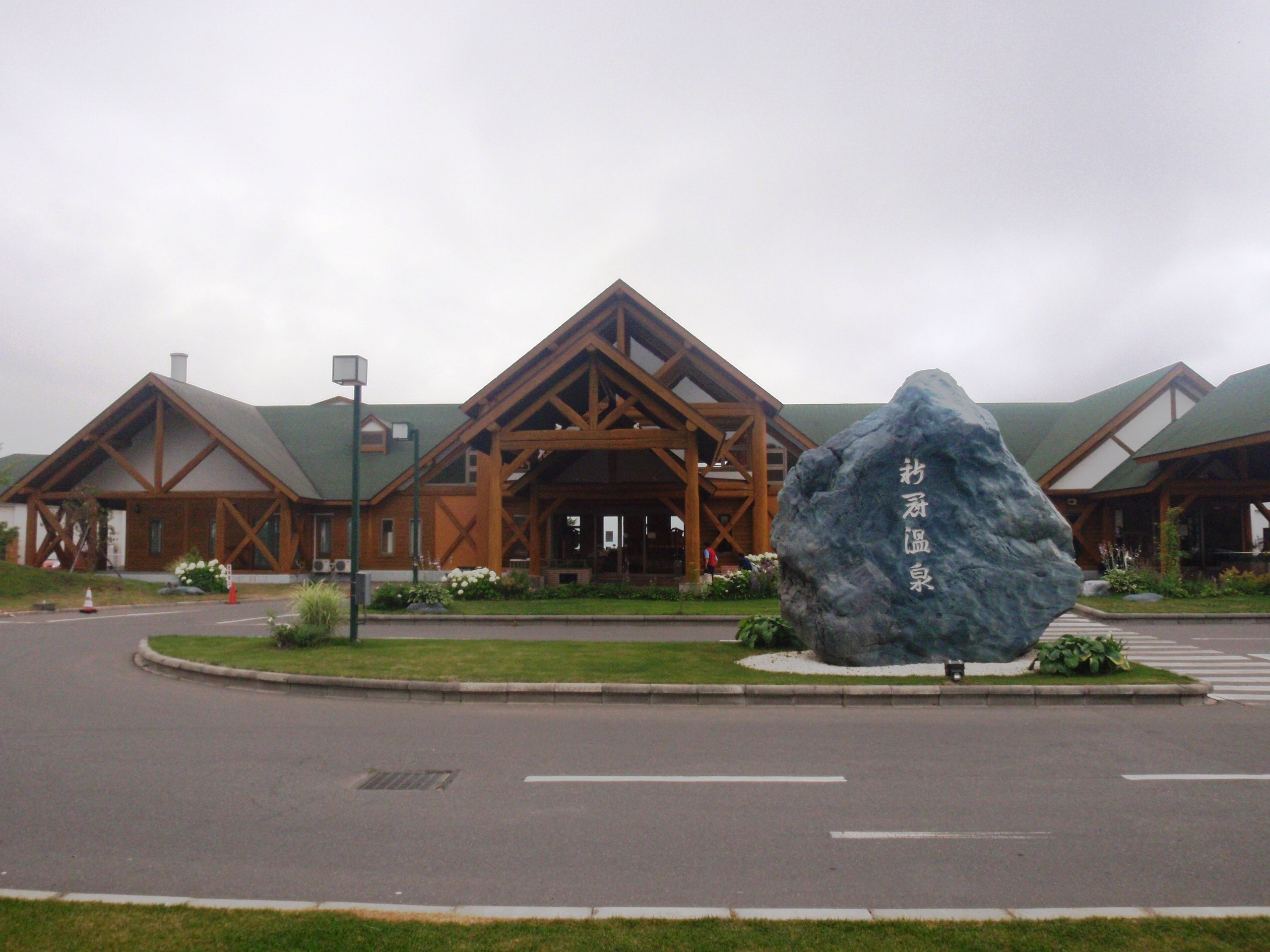
新冠温泉

- 新冠温泉レ・コードの湯・ホテルヒルズ隣接
- 新冠レ・コード館
- 新冠泥火山
- 判官館森林公園
- にいかっぷホロシリ乗馬クラブ
- 優駿記念館
- 太陽の森 ディマシオ美術館

### 祭事・催事
- 氷川神社祭典、にいかっぷふるさと祭り（7月）
- 駒まつり（9月）

## 出身有名人
- 田中正太郎 - 政治家、初代苫小牧市長
- 琴冠佑源正 ‐ 大相撲力士
- 稲葉幸夫 - 元調教師
- 小島貞博 - 元調教師、元騎手
- 的場均 - 調教師、元騎手
- 東田幸男 - 調教助手、元騎手
- 藤田伸二 - 元騎手
- 新田隆之 - 映画美術監督
- 向井成一郎 - シンガーソングライター
- 大谷博子 - 漫画家
- 久間十義 - 小説家
- 福ちゃん - お笑い芸人

## 主要な生産馬
以下海外調教馬も含めてカタカナ表記とし、五十音順に表記する。戦績等は各馬の項目を参照。
- アイテーオー
- アラホウトク
- アルクトス
- アルドラゴン
- ウインブライト
- オフサイドトラップ
- カネツフルーヴ
- カブラヤオー
- キズナ
- キタノオー
- キタノオーザ
- キングジョイ
- キングヘイロー
- グレイトジャーニー
- ケイアイノーテック
- ゴールドアクター
- コスモバルク
- コンティニュアス
- コントレイル
- サンデーブレイク
- シルクジャスティス
- タケシバオー
- テイエムプリキュア
- ディープボンド
- トウカイテイオー
- ドクタースパート
- ナリタタイシン
- ナリタブライアン
- ノーリーズン
- ハイセイコー
- ハワイアンイメージ
- ヒカリデュール
- ヒカルタカイ
- ビンゴガルー
- ピンクカメオ
- ブルーコンコルド
- フリオーソ
- プレストウコウ
- ヘヴンリーロマンス
- マーベラスクラウン
- マイネルホウオウ
- マヤノトップガン
- ミューチャリー
- ヤマニンウエーブ
- ヤマニンゼファー
- ユーバーレーベン
- ユキノビジン
- リードホーユー
- レオダーバン
- レギュラーメンバー
- ロジック
- ワンアンドオンリー